# Dorotka – wesoły dinozaur
Dorotka – wesoły dinozaur (ang. Dorothy the Dinosaur, 2007) – australijski serial telewizyjny nadawany przez kanał JimJam i Polsat JimJam. Został wyprodukowany przez The Wiggles Production, twórców takich seriali jak The Wiggles i The Kingdom of Paramithi.

## Opis fabuły
Serial opisuje przygody Dorotki – wesołego dinozaura, która wraz z przyjaciółmi – psem Wagsem, Heniem ośmiornicą, kapitanem Piórkomieczem, wróżkami Clare, Larissą, Lucią oraz Maleńką Marią przeżywa niesamowite przygody.

## Bohaterowie
- Dorotka – dinozaur.
- Wags – pies, przyjaciel Dorotki.
- Henio – ośmiornica, przyjaciel Dorotki.
- Kapitan Piórkomiecz – kapitan, przyjaciel Dorotki.
- Clare, Larissa i Lucia – wróżki, przyjaciółki Dorotki.
- Maleńka Maria – przyjaciółka Dorotki. Uwielbia tańczyć.

## Wersja polska
Opracowanie i udźwiękowienie: MediaVox

Wystąpili:
- Anita Sajnóg – Dorotka
- Ireneusz Załóg
  - włoski kapitan,
  - Dominik

i inni